# 三人の女性への招待状
『三人の女性への招待状』（さんにんのじょせいへのしょうたいじょう、原題：The Honey Pot）は1967年のアメリカ映画。トーマス・スターリングの小説を原作としたフレデリック・ノットによる舞台劇を、ジョセフ・L・マンキウィッツが映画化した作品である。
また、本作はイギリスの劇作家、ベン・ジョンソンの古典的な喜劇『ヴォルポーネ』を下敷きとしている。

## ストーリー
イタリアのベニスに住む大富豪セシル・フォックスは、退屈しのぎに自分の遺産を譲る相手を見極めるという名目でかつての恋人マール・マッギル、プリンセス・ドミニク、シェリダン夫人の3人を呼び集め、どのような反応をするのかを楽しんだ。だが、フォックスにはもう一つの目的があった。

## キャスト
| 役名                   | 俳優                 | 日本語吹替                      |
| 役名                   | 俳優                 | NETテレビ版                     |
| ---------------------- | -------------------- | ------------------------------- |
| セシル・フォックス     | レックス・ハリソン   | 中村正                          |
| シェルダン夫人         | スーザン・ヘイワード | 武藤礼子                        |
| ウィリアム・マクフライ | クリフ・ロバートソン | 井上孝雄                        |
| ドミニク王女           | キャプシーヌ         | 来宮良子                        |
| マール・マッギル       | エディ・アダムス     | 寺島信子                        |
| サラ・ワトキンズ       | マギー・スミス       | 池田和歌子                      |
| リッツィ警部補         | アドルフォ・チェリ   | 富田耕生                        |
|                        |                      |                                 |
| 演出                   | 演出                 | 中野寛次                        |
| 翻訳                   | 翻訳                 | 浅川寿子                        |
| 効果                   | 効果                 | 遠藤堯雄                        |
| 調整                   |                      |                                 |
| 制作                   | 制作                 | 東北新社                        |
| 解説                   | 解説                 | 淀川長治                        |
| 初回放送               | 初回放送             | 1974年11月24日 『日曜洋画劇場』 |

## スタッフ
- 監督：ジョセフ・L・マンキウィッツ
- 脚本：ジョセフ・L・マンキウィッツ
- 原作：トーマス・スターリング、フレデリック・ノット
- 製作総指揮：チャールズ・K・フェルドマン[1]
- 撮影：ジャンニ・ディ・ヴェナンツォ
- 編集：デヴィッド・ブレサートン
- 音楽：ジョン・アディソン